# Alfred Smyth
Alfred George Smyth, né le 17 juin 1879 à Maitland et mort le 27 octobre 1959 à Sydney, est un homme d'affaires et militant pour l'indépendance des Samoa.

## Biographie

### Jeunesse et arrivée aux Samoa
Né en Nouvelle-Galles du Sud, il travaille pour l'entreprise de fret maritime Burns Philp, puis travaille quatre ans comme directeur d'entreprise dans le Territoire de Papouasie, colonie australienne. De 1914 à 1918 il gère une entreprise à Levuka, aux Fidji (colonie britannique), avant de travailler pour l'homme d'affaires Harry Jay Moors aux Samoa néo-zélandaises, puis pour l'entreprise d'Olaf Nelson dans ce même territoire,. Son épouse et lui s'engagent dans des activités philanthropiques en soutien à l'hôpital d'Apia lorsque la négligence des autorités coloniales néo-zélandaises laisse entre la pandémie de grippe espagnole aux Samoa, avec des conséquences dévastatrices.

### Engagement anti-colonial et exil
Au début des années 1920, il s'engage dans le Mau, le mouvement anticolonial dont Olaf Nelson est la figure de proue et qui rassemble à la fois des Samoans autochtones, des métis comme Nelson et des colons comme Alfred Smyth. Il se présente sans succès aux premières élections législatives samoanes, en 1924 (en), par lesquelles quelque 200 colons et métis fortunés sont autorisés à élire trois représentants au Conseil législatif dominé par des membres nommés par le gouverneur colonial. Les trois élus -Olaf Nelson, Arthur Williams (en) et George Westbrook (en)- sont tous, comme lui, membres du Mau,. 
Fin décembre 1927, Olaf Nelson et lui sont tous deux exilés de la colonie en raison de leur engagement politique anti-colonial,,. Alfred Smyth s'établit alors aux Fidji. Après deux ans d'exil, il est autorisé (contrairement à Olaf Nelson) à revenir aux Samoa en décembre 1929. Pour fêter son retour, le Mau organise le 28 décembre une grande marche pacifique à Apia, la capitale. Après le meurtre d'un policier par certains des manifestants, la police coloniale ouvre le feu, tuant onze manifestants dont le grand chef autochtone Tupua Tamasese Lealofili III. C'est le « Samedi noir », une date charnière dans la lutte pacifique des Samoans pour l'indépendance,,,. 

### Élu
Alfred Smyth devient le directeur général de l'entreprise d'Olaf Nelson (O.F. Nelson & Co) durant l'exil de ce dernier,. Il se présente aux élections de 1935 (en). Pour ce scrutin, 134 personnes ont le droit de vote : les colons et métis possédant des revenus d'au moins £200 par ans ou une propriété valant au moins cette somme ; ils équivalent à moins de 4,5 % de la population de colons et de métis de la colonie, et ne sont autorisés qu'à élire deux représentants au Conseil législatif. Alfred Smyth est largement élu, l'autre élu étant Irving Carruthers (en), candidat de la Chambre du commerce et de l'Association des planteurs. Cette même année, le Parti travailliste remporte les élections en Nouvelle-Zélande, et en 1936 le nouveau Premier ministre de Nouvelle-Zélande, Michael Savage, autorise le Mau, révoque l'exil d'Olaf Nelson et entame un processus d'autonomie politique pour les Samoa.
En 1937, Alfred Smyth achète une épicerie doublée d'une boulangerie et lance sa propre entreprise, A.G. Smyth & Co. Pour les élections samoanes de 1938 (en), le suffrage censitaire est remplacé par le suffrage universel pour les colons et les métis, tandis que les autochtones ont des représentants nommés par le gouverneur. Alfred Smyth, se présentant comme candidat du nouveau Parti progressiste uni, est battu, devancé par Olaf Nelson et Charles Dawson (en),. Il retrouve un siège aux élections de 1944 (en) mais, en raison de problèmes de santé, renonce à se représenter à celles de 1948. 
En 1957, son épouse et lui s'installent à Sydney. Il y meurt deux ans plus tard, à l'âge de 80 ans,. 